# Gripe felina
La gripe felina es el nombre incorrecto e inapropiado que se emplea en ocasiones para designar un síndrome que afecta al aparato respiratorio superior de los felinos, y puede estar provocado por diferentes virus, pero no por el virus de la gripe. Si bien la enfermedad felina de las vías respiratorias superiores puede ser causada por varios agentes patógenos diferentes, hay algunos síntomas que tienen en común.
La gripe aviar también puede infectar a los gatos. La denominación "gripe felina" es un término inapropiado, ya que generalmente no se refiere a una infección por un virus de la gripe. En cambio, es un síndrome, un término que se refiere a pacientes que muestran una serie de síntomas que pueden ser causados por uno o más de estos agentes infecciosos (patógenos). El nombre correcto para denominar este síndrome es complejo respiratorio felino:
1. Virus del herpes felino que causa rinotraqueitis viral felina (resfriado común del gato). Esta es la enfermedad más comúnmente asociada con el nombre inapropiado de "gripe de gato".
2. Calicivirus felino - (enfermedad respiratoria del gato)
3. Bordetella bronchiseptica - (tos de la perrera que afecta los gatos)
4. Chlamydophila felis - (clamidia)

En Sudáfrica, el término gripe del gato también se usa para referirse al parvovirus canino. Esto es engañoso, ya que la transmisión del parvovirus canino rara vez involucra a los gatos.